# تويستد ميتال (لعبة فيديو)
تويستد ميتال (بالإنجليزية:Twisted Metal) ، هي لعبة فيديو أمريكية من إنتاج شركة سوني كمبيوتر إنترتينمنت سنة 1995م ، وتعد الأقوى في مجال لعبة التنافس بين المركبات الألية لتصفية المنافسين.

## الأرباح
لعبة تويستد ميتال جلبت أرباحاً مالية لأول مرة ، ووصلت إلى 28 مليون دولار أمريكي ، وكما بيعت نحو 500 ألف نسخة.

## مصدر
1. ↑  "US Platinum Videogame Chart". The Magic Box. 27 ديسمبر 2007. مؤرشف من الأصل في 2019-05-07. اطلع عليه بتاريخ 2008-08-03.
2. ↑  Fleming, Ryan (January 6, 2012). "Exclusive interview: David Jaffe talks the birth of Twisted Metal, the rise of gaming, and the death of the console". Digital Trends. Retrieved December 20, 2014.

## وصلات خارجية
- تويستد ميتال على موقع IMDb (الإنجليزية)

- Twisted Metal at موبي جيمز
- Twisted Metal at غيم رانكينغز
- Twisted Metal at غيم سبوت
- Twisted Metal World Records at Twin Galaxies

قالب:سوني